# Laurent Courtiaud
Laurent Courtiaud és un director de cinema i guionista francès nascut a Llemotges. Va passar part de la seva carrera a Hong Kong.

## Biografia
Successivament periodista, professor de cinema a l'ENS Louis-Lumière, crític de cinema, director audiovisual i escriptor, Laurent Courtiaud va conèixer Julien Carbon a París l'any 1990. De la seva passió pel cinema asiàtic va néixer un duet que farà carrera a Hong Kong.
Primer va participar en Butterfly Warriors, un fanzine de luxe sobre cinema d'Àsia, que aleshores era pràcticament desconegut, i va contribuir a donar-loa a conèixer a Hong Kong. L'any 1995 es va preparar per embarcar-se en l'aventura de Hong Kong mentre col·laborava en la creació de la revista HK Orient Extrême Cinéma.
El 1996, amb Julien Carbon, va vendre el seu primer guió al director Tsui Hark que els va convidar a unir-se a ell. Junts, es van unir al Film Workshop com a guionistes, i allí van desenvolupar nombrosos guions. Al final del seu contracte, es van posar sols i van tenir èxit el 1999 amb Running Out of Time de Johnnie To. Julien Carbon i Laurent Courtiaud es van unir a Vancouver durant un temps per participar en el rodatge de Black Door de Kit Wong, per a la qual van escriure el guió. Després van escriure la història de Black Mask 2 i van escriure el guió de Tian mai chuan qi per Michelle Yeoh. Després van treballar com a guionistes per a Wong Kar-wai i van participar en el rodatge de Desitjant estimar en què també van aparèixer.
El 2007, van fundar la seva casa de producció Red East Pictures, en col·laboració amb el director Kit Wong, per tal de fer les seves pròpies pel·lícules, obres de gènere amb una forta identitat.
El 2008, el duet va fer un curtmetratge, Betrayal, després va rodar el seu primer llargmetratge Les Nuits rouges du Bourreau de Jade. Avui, Laurent Courtiaud s'ha establert a França on escriu per a cinema i televisió.

## Filmografia

### Guionista
- 1999 : Running Out of Time (Aau chin)
- 2000 : Black Door
- 2002 : Black Mask 2: City of Masks (Hak hap 2)[8]
- 2002 : Tian mai chuan qi
- 2021 : Astrid et Raphaëlle (Temporada 2 episodi 2)[9]

### Director
- 2008 : Betrayal (amb Carrie Ng, Yat-Wah Ho,  i Esther Sham)
- 2011 : Les Nuits rouges du bourreau de jade

## Escriptor
Sota la direcció de Jean Rollin :
- Les Enfants du sang (Fleuve noir, collection Frayeur)[10]
- Les Voleurs de vie (Fleuve noir, collection Frayeur)[11]

## Distincions
- Premi al millor guió als Golden Bauhinia Awards 2000 per Running Out of Time